# Paul Ranc
Pour les articles homonymes, voir Ranc.
Paul Ranc est un  diacre de l'Église évangélique réformée du canton de Vaud et un essayiste, auteur et conférencier franco-suisse, protagoniste du débat sur les sectes en France.

## Biographie
Ancien membre de l'ADFI, il est fondateur de l'Association de Défense de la Famille et de l'Individu Suisse, dans le canton de Vaud.
Il s'est attaqué au mouvement Jean-Michel et son équipe.
En 1985, il publie une étude sur l'AMORC qui lui vaut une plainte en Suisse de ladite association rosicrucienne l'année d'après qui aboutira sur un non lieu. Dans son livre La Franc-Maçonnerie sous l'éclairage biblique, il affirme que le B'nai B'rith (organisation paramaçonnique juive) a financé la révolution russe et qu'elle avait pour but d'instaurer un pouvoir mondial juif. Le B'naï B'rith suisse obtiendra une modification qui sera acceptée en juin 1990. Après avoir publié un livre sur la scientologie, il est attaqué en justice en Suisse par des plaignants liés au mouvement, qui furent déboutés.
Avec Gérard Dagon, il fonde l'association Vigi-sectes en 1998, qui combat les sectes dans une perspective évangélique.
En 2011, il déclare cesser tout militantisme et remettre son fonds d'archives à l'association Vigi-Sectes qu'il a fondée.

## Thèses
Pour Ranc, la franc-maçonnerie est une contrefaçon du christianisme.

## Publications
- Une secte dangereuse : la Scientologie, Editions Contrastes, Saint-Légier, 1993
- La Rose-Croix, mythe ou réalité ?, Editions Contrastes, Lausanne, 1985  (ISBN 2-88211-000-6)
- Le Bonheur à tout prix ? Contrastes, La Tour-de-Peilz, 1997.
- La Franc-maçonnerie sous l'éclairage biblique, Editions Contrastes, Saint-Légier, 1989
- Je ne fais aucun cas de ma vie, Éditions Contrastes, Saint-Légier,  (ISBN 2-88211-007-3)
- Le retour du romantisme, Éditions Scripsi, 2015  (ISBN 2-82602-009-9)